# YxineFF 2012
YxineFF 2012 là Liên hoan phim trực tuyến quốc tế dành cho phim ngắn lần thứ 3, được tổ chức tại Diễn đàn điện ảnh Yxine.com, do doanh nhân Marcus Mạnh Cường Vũ sáng lập. Từ một sân chơi dành cho cộng đồng người Việt toàn cầu, YxineFF 2012 lần đầu tiên đã có hạng mục cho phim quốc tế.

## Chủ đề YxineFF 2012
Chủ đề của tiệc phim ngắn  YxineFF 2012 là Cá nhân (sau Tình yêu - 2010 và Niềm tin - 2011).
Marcus Mạnh Cường Vũ, người sáng lập kiêm chủ tịch hội đồng tuyển phim YxineFF chia sẻ về chủ đề năm nay: "Điều chúng tôi đang làm là kết nối mọi người, chia sẻ ý tưởng và cho mọi người thấy rằng chúng ta là một. Thế giới tươi đẹp này đang ngày càng thu nhỏ lại và chúng ta có thể soi rọi nó bằng hàng triệu nguồn sáng khác nhau. Vì vậy, chúng tôi chọn chủ đề ‘Cá nhân’ cho YxineFF 2012 với mong muốn người làm phim ghi dấu ấn riêng biệt và độc đáo của họ vào bộ phim. Chúng tôi tìm kiếm những bộ phim có ý tưởng sáng tạo cao tôn vinh giá trị và vai trò của mỗi cá nhân trong xã hội" 

## Hành trình YxineFF 2012
- Thời gian nhận phim: từ 15 tháng 4 đến 15 tháng 7 năm 2012
- Thời gian diễn ra Liên hoan phim: từ 15 tháng 9 đến 15 tháng 12 năm 2012
- Lễ trao giải (dự kiến): tổ chức ngày 15 tháng 12 năm 2012 tại Thành phố Hồ Chí Minh.
- Số lượng phim tham gia: 150 phim đăng ký
- Số lượng phim trình chiếu: 66 phim (gồm 15 phim Tranh giải quốc tế (trong đó có phim Khai mạc – 16:30 của Trần Dũng Thanh Huy), 10 phim Tranh giải khu vực, 18 phim Toàn cảnh, 22 phim Cận cảnh và 1 phim Bế mạc)

Các tác giả phim hầu hết có độ tuổi từ 18-30. Trong các bộ phim tham dự có sự góp mặt của một số gương mặt quen thuộc của điện ảnh như Nghệ sĩ ưu tú Thành Lộc, Lê Bình, Hạnh Thúy, Quỳnh Hoa,…
Một điểm nổi bật của năm nay là có nhiều phim lấy đề tài trẻ em và thiếu niên học đường làm chủ đạo. Những câu hỏi như đi tìm cái tôi, sự đấu tranh cho tình thương yêu và che chở lẫn nhau, hay bạo lực học đường được thể hiện với cái nhìn nhiều chiều, đa dạng, đầy biến hóa.
Tại mục Tranh giải quốc tế, 15 bộ phim đến từ 11 quốc gia: Có 5 phim được sản xuất tại Việt Nam, 6 phim đến từ các nước Châu Á khác, 1 phim Pháp/Đức, 1 phim Mỹ và 2 phim Úc.  Đặc biệt, có 6/15 phim là của đạo diễn nữ.
Mục Tranh giải khu vực dành riêng cho tác giả người Việt gồm 10 bộ phim có một nửa là phim của tác giả Hà Nội, 4 phim đến từ Thành phố Hồ Chí Minh và 1 phim Singapore. Xét về thể loại, đây là danh mục phim tài liệu chiếm ưu thế với 4 phim, bên cạnh 2 phim hoạt hình và 4 phim truyện.
Ngoài hai phần Tranh giải, mục Toàn cảnh giới thiệu cái nhìn chung về phim ngắn Việt Nam trong ba năm qua với 18 phim đến từ ba miền đất nước.
Cận cảnh YxineFF 2012 gồm 7 chương trình chọn lọc theo chủ đề: "7 Individual Experiments", "Cambodian Connection", "Nippon Connection", "Rainbow Heart", "Women in Doclab", "Chúng ta làm phim", "48 giờ".

## Ban giám khảo YxineFF 2012
Ban giám khảo của YxineFF là những người quyết định cho các giải thưởng quan trọng của YxineFF gồm: Phim (Trái Tim Vàng), Đạo diễn, Kịch bản, Quay phim, Dựng phim, Diễn viên nam, Diễn viên nữ từ hạng mục Tranh giải quốc tế.
- Đạo diễn Phan Đăng Di – Trưởng ban Giám khảo [8]

Phan Đăng Di tốt nghiệp Khoa Biên kịch, Trường Đại học Sân khấu và Điện ảnh Hà Nội.Anh bắt đầu sự nghiệp đạo diễn bằng hai phim ngắn là Khi Tôi Hai Mươi (2006) và Sen (2005), hai bộ phim đã được lựa chọn vào những liên hoan phim uy tín như Liên hoan phim ngắn Clermont Ferrent và Liên hoan phim quốc tế Venice 2008. Kịch bản phim Chơi Vơi (Đạo diễn Bùi Thạc Chyên) do anh viết đã giành giải thưởng FIPRESC tại Liên hoan phim Venice năm 2009. Bộ phim truyện dài đầu tay của Phan Đăng Di với nhan đề Bi, đừng sợ! (2009) đã được trình chiếu tại hàng chục liên hoan phim lớn trên thế giới và giành được rất nhiều giải thưởng, trong đó có hai giải thưởng uy tín tại Liên hoan phim Cannes năm 2010. Hiện anh là một nhà làm phim tự do và tham gia giảng dạy tại Dự án đào tạo điện ảnh - ĐH Khoa học xã hội và nhân văn Hà Nội. Anh đang chuẩn bị cho dự án phim tiếp theo Cha, con và... 
- Diễn viên điện ảnh Đỗ Thị Hải Yến [12]

Đỗ Thị Hải Yến tốt nghiệp trường múa Việt Nam và được đạo diễn người Pháp gốc Việt nổi tiếng Trần Anh Hùng mời tham gia bộ phim Mùa Hè Chiều Thẳng Đứng khi mới 17 tuổi. Sau đó, cô nhận vai trong bộ phim Vũ Khúc Con Cò của đạo diễn Nguyễn Phan Quang Bình và Jonathan Foo. Năm 2001, vượt qua 2000 diễn viên trong và ngoài nước, cô vinh dự diễn chung với hai ngôi sao Hollywood là Michael Caine và Brendan Fraiser trong Người Mỹ trầm lặng. Sau đó, Hải Yến tiếp tục tham gia những phim nghệ thuật được chào đón ở các liên hoan phim và giành được nhiều giải thưởng trong và ngoài nước như Chuyện Của Pao (2007), Chơi vơi (2008), Cánh Đồng Bất Tận (2010). Với Cánh đồng bất tận, cô nhận được giải Nữ diễn viên xuất sắc Đại hội Điện ảnh Việt Nam lần thứ 5 (ViFF) tại Mỹ.

- Nhà sản xuất Trần Thị Bích Ngọc

Trần Thị Bích Ngọc tốt nghiệp chuyên ngành Đạo diễn điện ảnh khóa 1994 – 1998 tại Trường Đại học Sân khấu và Điện ảnh Hà Nội. Ngọc hiện đang làm sản xuất phim và giữ vị trí Giám đốc sản xuất tại Hãng phim Thiên Ngân. Chị đã tham gia nhiều phim Việt Nam hợp tác sản xuất với nước ngoài như The Quiet American, Act of Valor, Beautiful Country, Pinkville… và phụ trách sản xuất nhiều phim chiếu rạp thành công trên thị trường Việt Nam.
- Đạo diễn hình ảnh Nguyễn K’Linh

Tốt nghiệp Cao đẳng Sân khấu Điện ảnh Thành phố Hồ Chí Minh khóa II (1997 – 2000), Nguyễn K’Linh hiện là một trong số những Đạo diễn hình ảnh/Nhà quay phim trẻ hàng đầu của Việt Nam thế hệ sau này. Hai bộ phim gần đây nhất của anh là Cô Dâu Đại Chiến và Thiên Mệnh Anh Hùng, đều nhận được những đánh giá phản hồi tích cực từ phía khán giả.
- Nhà phê bình lý luận Cao Việt Dũng

Tốt nghiệp Trường Đại học Ngoại thương Hà Nội, Cao Việt Dũng cùng một lúc theo học văn chương hiện đại tại hai trường đại học lớn của Pháp là École Normale Supérieure de Paris và Sorbonne. Hiện tại, công việc chính của anh là nghiên cứu văn học, viết phê bình văn học, dịch sách và xuất bản sách.

## Cơ cấu giải thưởng YxineFF 2012
YxineFF 2012 có 4 hệ thống giải thưởng:
- Giải của Ban giám khảo cho hạng mục Tranh giải quốc tế:
  - Phim (Trái Tim Vàng)
  - Đạo diễn
  - Kịch bản
  - Quay phim
  - Dựng phim
  - Diễn viên nam
  - Diễn viên nữ
- Giải Khán giả bình chọn (Trái Tim Hồng) chung cho Phim từ Tranh giải khu vực và  Tranh giải quốc tế.
- Giải Phim tài liệu Phát triển bền vững (Trái Tim Xanh) của một BGK độc lập cho phim đề cử từ tất cả các mục.
- Một số giải thưởng đặc biệt do các BGK độc lập lựa chọn từ mục Tranh giải khu vực.

Giải thưởng YxineFF 2012 sẽ được công bố vào Lễ Bế mạc và trao giải dự kiến sẽ diễn ra vào ngày 15 tháng 12 năm 2012 tại Thành phố Hồ Chí Minh.